# Windows Media Center
Windows Media Center (кодове ім'я «Freestyle») є застосунком для програвання мультимедійного контенту (музики, зображень та потокового відео) на домашньому медіа-центрі. Має так званий «10-футовий дизайн» призначеного для користувача інтерфейсу, тобто елементи управління досить великі, щоб побачити написи на них з відстані 10 футів (приблизно 3 метри).  Windows Media Center включений до складу Windows XP Media Center Edition, Windows Vista Home Premium і Ultimate і Windows 7 (версії Home Premium, Professional, Enterprise і Ultimate). Керувати ним можна віддалено через «Green Button» («Зелена Кнопка»), а також за допомогою звичайної миші і клавіатури. Ця кнопка використовується, щоб запустити Windows Media Center або викликати меню Пуск не виходячи з застосунку. Media Center програє зображення користувача, відео, і музику з локальних жорстких дисків, оптичних дисків, і з мережі. Він сортує їх за назвою, датою, тегами, та іншим атрибутам файлів.

## Можливості

### Телебачення
При використанні tv-тюнерів Media Center може відтворювати і записувати телебачення високої чіткості, цифрове, супутникове телебачення або сигнал передаваний через звичайну антену. Налаштування виконується за допомогою tv-тюнера, інфрачервоного порту або за допомогою інших засобів управління, наприклад, через ручне дистанційне керування. Після реєстрації (яку можна пройти вручну або через інтерфейс програми), Media Center зможе записувати диски для їх використання на переносних медіа-плеєрах. Спочатку, Media Center підтримував лише один аналоговий пристрій, але з виходом Media Center 2005 їх кількість стала рівна двом. Після першого оновлення Media Center 2005, була додана підтримка цифрових пристроїв тонкого налаштування, проте, щоб вони функціонували, все ще має бути присутнім аналоговий пристрій тонкого налаштування. Після другого оновлення, Media Center підтримує до 4-х Tv-тюнерів (2 аналогових і 2 з високою розподільною здатністю). Всі пристрої повинні мати однотипні джерела, наприклад лише антени. Наприклад, ви не зможете змішати Sky Digital і DVB-T.

### Портативні пристрої
Windows Media Center може виконувати синхронізацію з портативними пристроями, такими як Windows Mobile Pocket РС, смартфони, Portable Media Center та іншими плеєрами, на яких може виконувати синхронізацію Windows Media Player. Синхронізація з Microsoft Zune не підтримується, але можливе програвання dvr-ms-файлів при їх копіюванні на комп'ютер з Microsoft Zune.
При синхронізації телевізійного сигналу Windows Media Center кодує його в нижчу якість, ніж DVR-MS-формат, що використовується при перегляді з використанням Media Center. Це зберігає місце на диску під час обробки. При бажанні, музика може також бути повторно закодована в менший за розміром файл після синхронізації.

### Потокове відео
За наявності доповнень, Media Center може відтворювати відео, що отримується потоком з Інтернету.

### Радіо
Media Center підтримує радіо у форматі FM. Проте, для цього необхідна підтримка fm-радіо з боку tv-тюнера.